# Frans Peeters (architect)
Johannes Franciscus Laurentius Peeters (Berchem, 24 september 1896 – Berchem, 28 juli 1942) was een Vlaams architect.
Het korte leven van Frans Peeters speelde zich in hoofdzaak af te Berchem.
Hij beëindigde er tijdens de Eerste Wereldoorlog zijn middelbare studies aan het Sint-Stanislascollege. Nadien ging hij aan de slag als bediende bij een havenbedrijf. Deze activiteit vormde voor hem geen beletsel om door zelfstudie en vorming zich bij de Berchemse architect Jan De Vroey te bekwamen tot jonge kunstenaar.
Nog steeds te Berchem volgde hij lessen aan de academie, waar hij later docent en ten slotte, in 1936, directeur werd.
In deze gemeente woonde hij onder meer (anno 1922) in de Vredestraat (huisnummer 70), nadien in de Generaal Lemanstraat 100 (1927) en ten slotte vanaf 1937 in de Ruytenburgstraat 32.
In de periode van 1923 tot 1942 kreeg Frans Peeters vele bouw- en herstelopdrachten voor kerken en kapellen. Door het oorlogsgeweld hadden immers vele gebouwen schade opgelopen.
Vanuit een visie als gelovige wist Peeters de kerkelijke bouwkunst in deze periode een eigen gestalte te geven.

## Werken(Selectie)
- 1922: Burgerhuis in eclectische stijl, Velodroomstraat 68, Berchem (Antwerpen);
- 1923: Veertien sociale woningen (eenheidsbebouwing), Kloosterbaan 21 tot 47 te Arendonk;
- 1930: Villa in art-deco-stijl, Zwanenlaan 10, Wilrijk;
- 1932: Kapel en studielokalen in het Klooster van de Witte Paters te Boechout, Borsbeeksesteenweg 45 (sedert 1971: Capenberg-Oxaco Center), in samenwerking met architect Van Kerckhove;
- 1932: Conciërgewoning (in art-deco-stijl) voor het "Klein Seminarie", Vrijheid 232 te Hoogstraten;
- 1932-1933: Sint-Jan Evangelistkerk, Kolonel Slaterplein, Wilrijk;
- 1933-1934: Eeuwfeestkapel van het "Klein Seminarie" aan de Vrijheid 234 te Hoogstraten;
- 1936: Verbouwing en uitbreiding van het kasteel "De Blauwe Toren", de Manlaan 50, Jabbeke;
- 1937: Appartementsgebouw in modernistische stijl, Pater De Dekenstraat 30, Wilrijk;
- 1937-1938: Appartementsgebouw in modernistische stijl, aan de Britselei 46 te Antwerpen;
- 1938: Modernistische woning, Venneborglaan 48, Deurne;
- 1938-1939: Heilig Hartkerk te Kalmthout, Heuvel 16;
- 1939: Voorbouw van het "Klein Seminarie" te Hoogstraten.

Vermeldenswaard zijn eveneens de bouw van villa's (Brasschaat, Wilrijk), scholen (Luchtbal, Huldenberg), appartementsgebouwen (Antwerpen), parochiehuizen (Berchem, Boechout), het voetbalstadion van Berchem Sport (Berchem) en pastorieën (onder meer te Haacht).
- Library of Congress Control Number: n87931267
- Virtual International Authority File: 70463442
- WorldCat: E39PBJcrhdB8vqRFTF9rqdY9Dq